# 油蔴地天主教小學

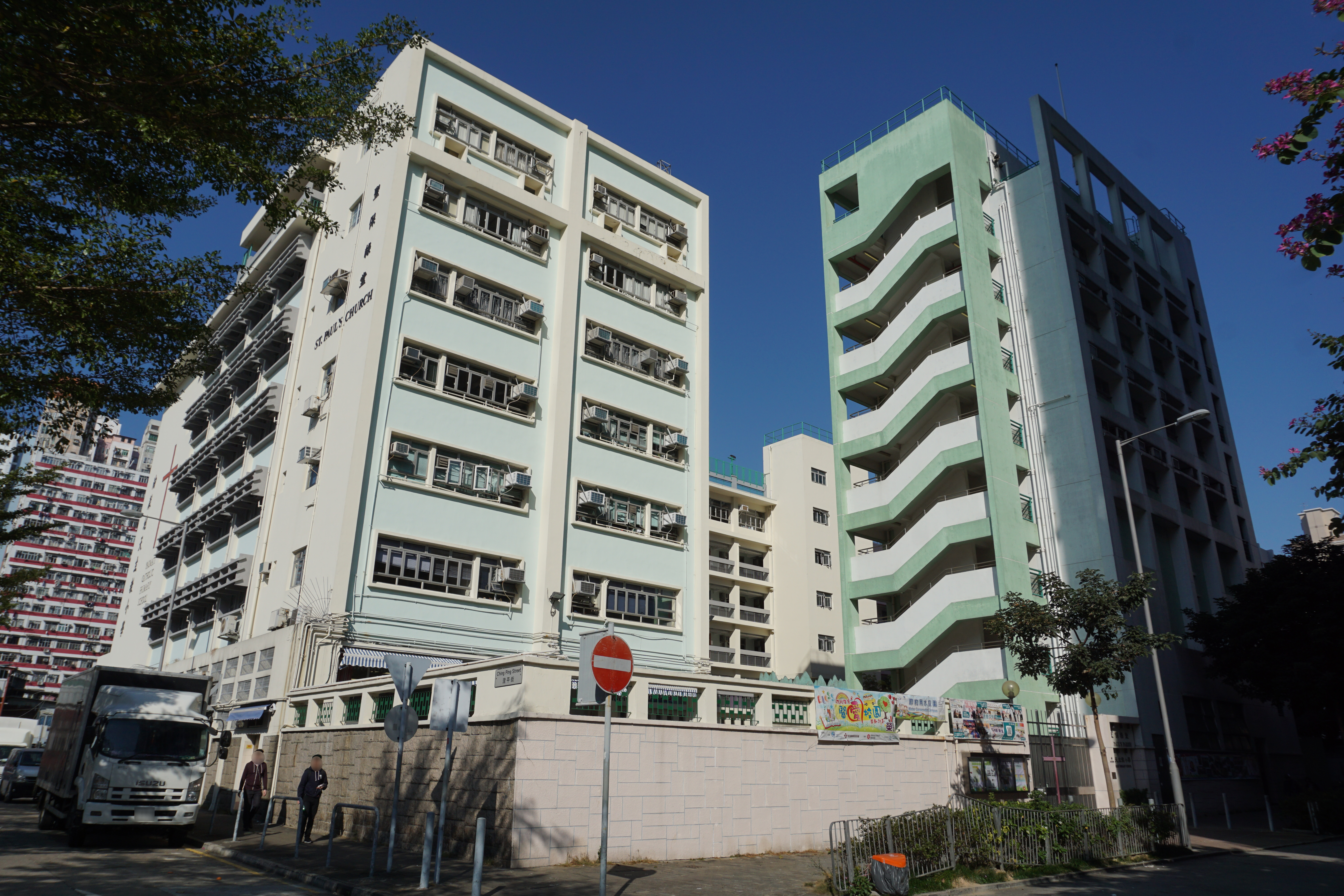
校舍南面

油蔴地天主教小學（英語：Yaumati Catholic Primary School）位於香港九龍油麻地東莞街41號，俗稱舊油天、舊油；是一所位於油尖旺區的傳統名校。
學校於1968年5月由香港天主教教區創辦，1968年9月2日正式開學。2000至2001年度9月開始推行全日制，下午校留在原址校舍，上午校遷往海泓道校舍。

## 校政管理
歷任校監
- 潘樹照 先生[3]
- 劉富根 神父
- 范錦棠 神父[4]
- 余尚實 神父
- 陳子殷 神父
- 呂寶 神父
- 嘉畢主 神父
- 杜逸文 神父[5]

歷任校長
| 校長       | 年份      |
| ---------- | --------- |
| 張作芳女士 | 2025年起  |
| 余佩琴女士 | 2016-2025 |
| 譚煜鴻先生 | 2013-2016 |
| 朱立強先生 | 2009-2013 |
| 潘樹照先生 | 2007-2009 |
| 蔡楷俊先生 | 1990-2007 |
| 康志華先生 | 1968-1990 |

法團校董會(IMC)
| 校董       | 職位     |
| ---------- | -------- |
| 潘樹照先生 | 主席     |
| 余佩琴校長 | 當然校董 |
| 葉春燕女士 | 校董     |
| 周子詩女士 | 校董     |
| 潘漢雄先生 | 校董     |
| 葉定國神父 | 校董     |
| 盧嘉欣女士 | 校董     |
| 余啟鵬先生 | 校董     |
| 陳碧琪女士 | 校董     |
| 謝國強博士 | 校董     |
| 林碧君女士 | 校董     |
| 姚穎謙博士 | 校董     |
| 張敏慧女士 | 校董     |

## 學校歷史
校座落於油蔴地避風塘畔，於1968年5月由香港天主教教區創辦。第一任校監為杜逸文神父，第一任校長由康志華先生出任。 1968年9月2日，該校正式開學。下午校開辦初期設17班，翌年增至22班，第三年設28班，遂至第四年擴展至30班，至此校舍內全部課室皆得以地盡其用。
1969年12月23日是一個值得紀念的日子：徐誠斌主教正式成立油麻地堂區於該校校址內，定名為“聖保祿堂”，並任命為主任司鐸。自此堂區與學校結下不解緣，相輔相成，衷誠合作。
該校由2000至2001年度9月開始，在原址校舍施行全日制。

## 學校設施
該校設備在四十多年來亦日趨完善，現時該校設有普通課室三十間，每間課室為千禧多媒體課室，亦設有圖書櫃、擴音器、高映機、電視機、電腦、白磁板，全部均有安裝空調設備。此外，該校設有正副禮堂、籃球場、電子音樂教室、電子美勞教室、多媒體電腦教室、一間電子書教室、一間學生活動室、校園電視台、閱覽室、會議室、輔導室、小聖堂、數碼圖書館等等，以配合學生在學習上的需要。
為充分利用學校空間，五樓用作飯堂及多用途室，天台亦可供學生休憩之用。

## 校友
- 梁思浩：香港男藝人
- 邵美琪：香港女藝人
- 趙慧珊：香港女歌手、女子組合 Super Girls 成員[7]
- 譚國政：音樂人
- 陳浩然 (Edward Chan) : 香港著名音樂製作人
- 魏浚笙：香港男歌手
- 陳曉華：香港女藝人，《2018年度香港小姐競選》冠軍
- 尹俊堯：HYROX香港始創人之一
- 鍾欣潼：香港女藝人
- 姚穎謙：信報、信報月刊專欄作家
- 陳卓琪：眼科醫生

## 外部連結
- 官方網頁 （页面存档备份，存于）